# Telfair-Skink

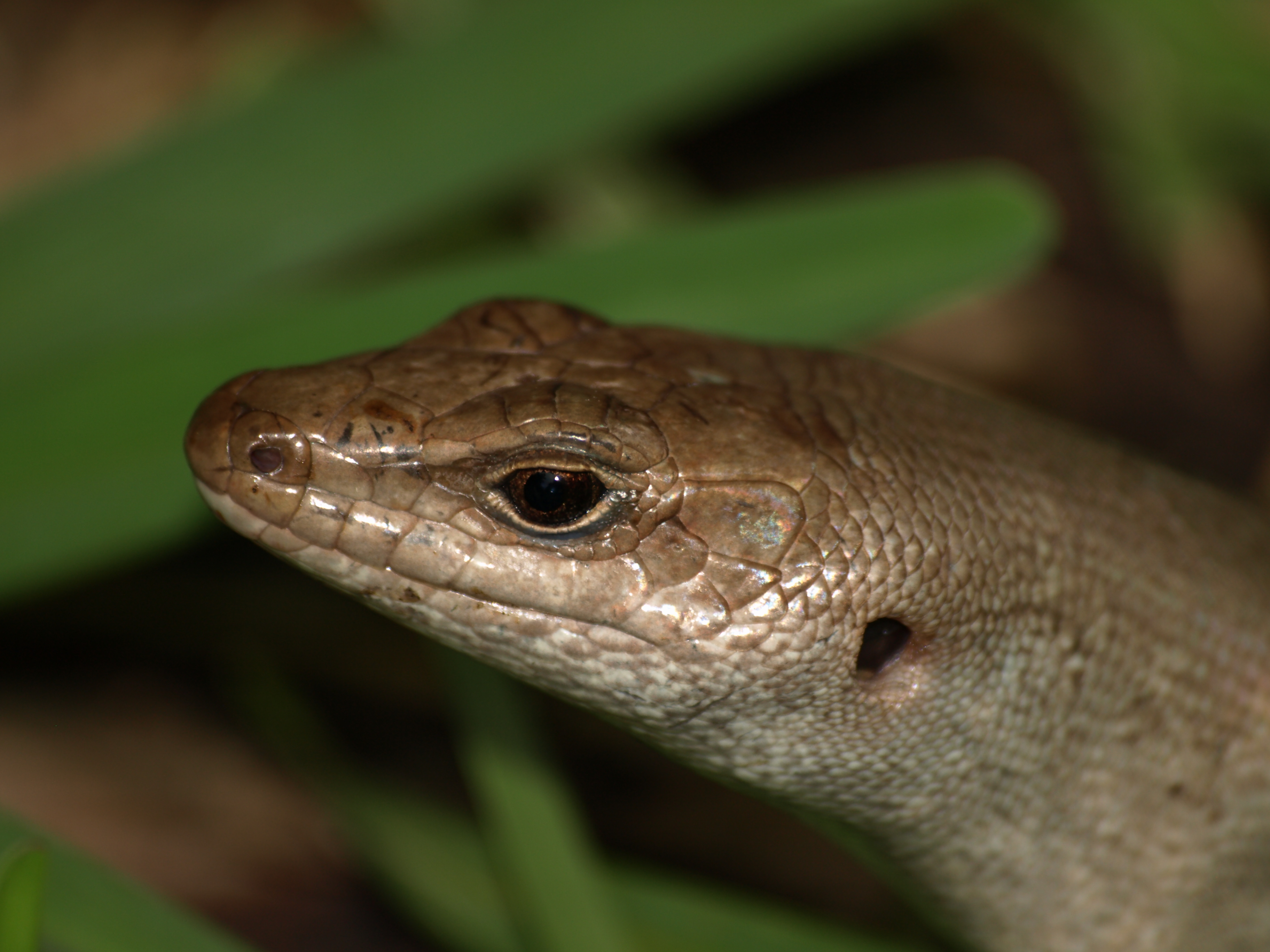
Telfair-Skink im Profil (Leiolopisma telfairii)

Der Telfair-Skink (Leiolopisma telfairii) ist eine Skinkart, die auf Round Island, auf der Île aux Aigrettes und auf Gunner’s Quoin bei Mauritius vorkommt. Seine nächsten Verwandten sind die ausgestorbenen Taxa Leiolopisma mauritiana von Mauritius und Leiolopisma ceciliae von Réunion. Benannt ist die Art nach Charles Edward Telfair, dem Gründer der Royal Society of Arts and Sciences of Mauritius.

## Beschreibung
Der Telfair-Skink erreicht eine Länge von 30 bis 40 Zentimetern. Der lange, annähernd zylindrische Körper ist allgemein bräunlich-grau und häufig mit dunklen oder bräunlichen Hautflecken gesprenkelt. Der ziemlich lange und kräftige Schwanz erneuert sich, wenn er bei einem Kampf verloren geht. Im Sonnenlicht haben die kleinen Schuppen ein regenbogenartiges Schimmern. Mit den relativ kurzen, aber sehr kräftigen Beinen gräbt der Telfair-Skink Nest- oder Schutzhöhlen.

## Lebensweise
Der Telfair-Skink ist ein Allesfresser, dessen Nahrung aus Samen, Früchten, Insekten, jungen Spitzmäusen und Schlangen sowie aus kleinen Eidechsen besteht. Kannibalismus ist nicht unüblich und es kommt vor, dass die erwachsenen Skinke ihre eigenen Jungen fressen.

## Status
Früher kam der Telfair-Skink auf dem Festland von Mauritius und auf küstennahen Inseln wie Flat Island vor. Seit Mitte des 19. Jahrhunderts wurde er nur noch auf Round Island nachgewiesen. Kaninchen und Ziegen hatten die Vegetation auf Round Island stark in Mitleidenschaft gezogen und so wurde Mitte der 1970er-Jahre seitens der mauritischen Regierung, der Mauritian Wildlife Foundation und dem Durrell Wildlife Conservation Trust beschlossen,  alle Ziegen und Kaninchen von der Insel zu beseitigen. Dieses Programm wurde 1987 mit der Vergiftung der letzten Kaninchen erfolgreich abgeschlossen. Dank der Schutzmaßnahmen erholten sich die Bestände des Telfair-Skinks so gut, dass im Jahre 2006 eine Population auf Gunner’s Quoin und 2007 auf der Île aux Aigrettes aufgebaut werden konnten. Als Gerald Durrell zwischen 1976 und 1977 Round Island besuchte, gab es zwischen 4500 und 5000 Exemplare des Telfair-Skinks auf der Insel. Durrell brachte einige Tiere in den Jersey Zoo, die den Grundstock für erfolgreiche Zuchtgruppen in nordamerikanischen und europäischen Zoos bildeten.